# Acqua tiepida sotto un ponte rosso
Acqua tiepida sotto un ponte rosso è un film del 2001 diretto da Shōhei Imamura, presentato in concorso al 54º Festival di Cannes.

## Trama
Il soggetto di questa pellicola è tutto incentrato sulla ricerca della felicità. La storia è quella di un uomo qualunque giapponese che, dopo essere stato licenziato da un importante studio di architettura di Tokyo, abbandona la città e si reca a trovare un suo vecchio amico clochard che nel frattempo è però morto. Giunto nel piccolo villaggio di pescatori di Himi dove viveva l'uomo, decide di mantenere una promessa fatta all'amico: trovare un tesoro che quest'ultimo aveva sepolto tempo prima in una casa del villaggio vicino ad un ponte rosso. La casa è abitata da una vecchia donna e da una ragazza dal misterioso tesoro sessuale della quale si innamora e con la quale tenta di costruirsi una nuova esistenza. Nello specifico, la ragazza è in grado di esercitare l'eiaculazione femminile.